# Cladodes
Trong thực vật học, "Cladodes" là một tên đồng nghĩa của chi Alchornea.
Cladodes là một chi bọ cánh cứng trong họ Đom đóm (Lampyridae). Nó từng được xếp vào phân họ Amydetinae, sau đó được xếp vào phân họ Lampyrinae.

## Các loài
Các loài trong chi này gồm:
- Cladodes flabellatus Solier in Gay, 1849
- Cladodes malleri Pic, 1935